# Erdbeben vor Iquique 2014
Das Erdbeben vor Iquique  war ein Erdbeben, das sich am 1. April 2014 um 23:46:46 Uhr UTC vor der chilenischen Küste ereignet hat. Das Hypozentrum des Bebens lag 95 km nordwestlich von Iquique und 139 km südsüdwestlich von Arica in rund 20 km Tiefe unter dem Pazifischen Ozean. Es ist das stärkste Erdbeben in dieser Gegend seit dem Erdbeben von Iquique 1877. Das Erdbeben löste einen Tsunami aus.

## Tektonische Einordnung
Das Erdbeben vom 1. April 2014 mit der Momenten-Magnitude 8,2 im Norden von Chile war die Folge einer Überschiebung in geringer Tiefe nahe der chilenischen Küste. Zentrum und Mechanismus des Erdbebens sind konsistent mit der Bewegung an der primären Plattengrenze, dem Megathrust zwischen Nazcaplatte und Südamerikanischer Platte. An dem Breitengrad des Erdbebens schiebt sich die Nazcaplatte mit einer Geschwindigkeit von etwa 65 mm pro Jahr unter die Südamerikanische Platte. Die Unterschiebung entlang des Peru-Chile-Grabens westlich von Chile führte zur Auffaltung der Anden und zu einigen der größten Erdbeben der Welt, darunter das Maule-Erdbeben von 2010 in Zentralchile mit der Magnitude 8,8 MW und das Erdbeben von Valdivia 1960 in südlichen Chile, mit der Magnitude 9,5 das bisher stärkste je aufgezeichnete Erdbeben.

## Tsunami
Das Pacific Tsunami Warning Center auf Hawaii erklärte zunächst Tsunamiwarnungen für Chile, Peru und Ecuador und Tsunamibereitschaft für Costa Rica, Nicaragua, El Salvador, Guatemala, Mexiko und Honduras, hob diese jedoch für Gebiete außerhalb von Peru und Chile rasch wieder auf. Die Küste Chiles, von wo Tausende Menschen ins Landesinnere geflohen waren, erreichte der Tsunami ein bis zwei Stunden nach dem Erdbeben. Die höchste gemessene Amplitude des Tsunamis wurde mit 2,11 m aus Iquique gemeldet, in Pisagua erreichte die Amplitude des Tsunamis 2,01 m, in Arica 1,83 m und an der Punta Patache 1,51 m. An den meisten Messstellen der chilenischen Küste lag die Amplitude unterhalb eines Meters.

## Vorbeben
In den Wochen vor dem Erdbeben wurden in der Region zahlreiche Vorbeben registriert, von denen das vom 16. März mit der Magnitude 6,7 auf der Richterskala das stärkste war. 57 dieser Vorbeben erreichten die Magnitude 4,5 oder höher auf der Richterskala und die folgenden erreichten eine Magnitude höher als 5,5.
| Datum         | Ortszeit | Koordinaten                  | Tiefe   | ML  | Intensität | Ref.   |
| ------------- | -------- | ---------------------------- | ------- | --- | ---------- | ------ |
| 16. März 2014 | 18:16:29 | 19° 57′ 54″ S, 70° 48′ 50″ W | 20,6 km | 6,7 | VI         | [ 5 ]  |
| 17. März 2014 | 02:11:34 | 19° 55′ 41″ S, 70° 56′ 38″ W | 28,3 km | 6,3 | III        | [ 6 ]  |
| 18. März 2014 | 18:26:46 | 19° 57′ 29″ S, 70° 56′ 38″ W | 38,1 km | 5,8 | V          | [ 7 ]  |
| 22. März 2014 | 09:59:54 | 19° 50′ 10″ S, 71° 23′ 2″ W  | 31,8 km | 5,8 | V          | [ 8 ]  |
| 23. März 2014 | 15:20:00 | 19° 47′ 38″ S, 70° 56′ 35″ W | 33,8 km | 6,2 | VI         | [ 9 ]  |
| 24. März 2014 | 12:45:32 | 19° 35′ 38″ S, 70° 47′ 28″ W | 43 km   | 5,5 | V          | [ 10 ] |

## Auswirkungen

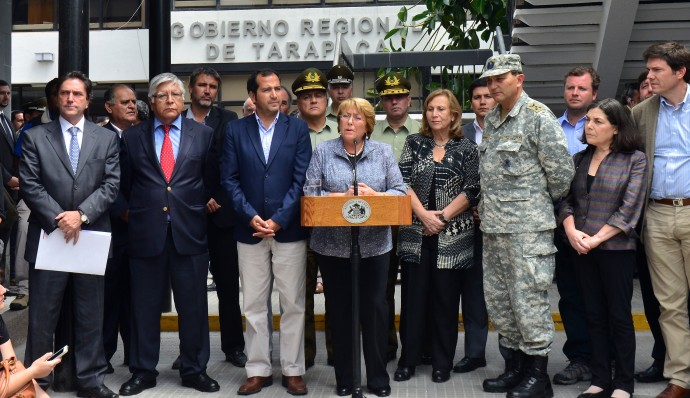
Die chilenische Präsidentin Bachelet besuchte Iquique am 2. April

Durch die Auswirkungen des Erdbebens wurden mehrere Personen getötet, zwei davon in Iquique infolge von durch Schock ausgelösten Herzinfarkte. Die chilenische Regierung hat die Regionen Arica, Parinacota und Tarapaca zu Katastrophengebieten erklärt, wobei dieser Schritt vor allem verhindern soll, dass es zu Unruhen und Plünderungen kommt. Aus einem Frauengefängnis sind mehr als 300 Häftlinge entwichen. Im Gebiet zwischen Putre und General Lagos kam es zu Erdrutschen. Eine Hauptstraße ist wegen heruntergestürzten Gerölls blockiert.

## Nachbeben
Das bisher stärkste Nachbeben ereignete sich am 3. April um 02:43:17 UTC und hatte die Magnitude 7,6 MW. Sein Epizentrum lag 50 km südwestlich von Iquique. Zuvor waren 46 Nachbeben mit Magnituden über 4,2 MW aufgezeichnet worden. Die Region wurde aufgrund des starken Nachbebens erneut evakuiert. Der Tsunami durch dieses Nachbeben lief mit einer Amplitude von 75 cm in Iquique und 69 cm in Punta Patache auf. An anderen Orten wurde von diesem Nachbeben kein nennenswerter Tsunami registriert.

## Seismische Lücke Arica–Antofagasta
Die Zone zwischen Arica und Antofagasta gilt als etwa 450 km lange seismische Lücke, in der sich seit dem Erdbeben von 1877 kein größeres Erdbeben ereignet hatte. Seismologen gingen davon aus, dass in diesem Gebiet das Potential für ein sehr starkes Erdbeben besteht. Durch das Erdbeben vom 1. April 2014 hat sich diese seismische Lücke zumindest teilweise geschlossen. Dennoch halten sowohl chilenische Seismologen als auch internationale Experten dieses Beben nicht für das seit langem erwartete „große Beben“.